# Lia Larsson
Lia Larsson, egentligen Olivia Helena Julia Larsson Kind, född den 14 februari 2001, är en svensk artist och influerare. Hon bor i Dalarna och engagerar sig i epadunk.
Larsson har gått på dansskola sedan hon var liten. Därefter har hon deltagit i olika shower på Tomteland, framförallt under vintern. Genom det har hon tävlingsdansat på M&M och även vunnit SM i pop och varit danslärare. Under pandemin växte användandet av sociala medier och så även för Larsson.
Som artist fick hon sitt genombrott med debutsingeln "Va Sa ’Ru (Russin På Russin Av)". Låten låg etta på Sveriges virala topplista på Spotify och blev 2022 års mest strömmade nya svenska jullåt. Följt av Epa-poplåtar som "Fara ner på byn", "Edelweiss (EPA Remix)" och hiten "Banka banka" har hon legat högt på topplistorna. År 2023 medverkade hon i Allsång på Skansen tillsammans med Lasse Stefanz.
Larsson tävlade i Melodifestivalen 2024 med låten "30 km/h" som hon skrivit tillsammans med Thomas G:son, Jimmy Jansson, Axel Schylström och My Söderholm. Under 2024 släppte hon bland annat singlarna “Fredag lördag”, “Psykopat” och “Norrland”. På mindre än ett år hade Larsson fått nästan 30 miljoner streams på Spotify.